# كأس رابطة المحترفين الإماراتية 2012–13
كأس اتصالات للمحترفين 2012–13 هو موسم من كأس الخليج العربي الإماراتي. أقيم خلال الفترة 18 سبتمبر 2012 وحتى 2013، وأشرف على تنظيمه اتحاد الإمارات العربية المتحدة لكرة القدم، وكان عدد الأندية المشاركة فيه 14، وفاز فيه نادي عجمان.